# 지팔
지팔(볼라퓌크: Cifal)이란 인공어 볼라퓌크 운동의 구심적 역할을 하는 지도자역의 사람을 가리킨다. 볼라퓌크 운동이 활발할 초창기에는 볼라퓌크 아카데미가 지도적인 역할을 담당했으나, 운동의 내분과 쇠퇴이후로 아카데미는 유명무실한 존재가 되었다. 아카데미 대신 볼라퓌크 지지자들의 구심점 역할은 지팔이라 불리는 개인이 담당하게 되었다. 볼라퓌크의 창시자인 요한 마틴 슐라이어는 제1대 지팔이기도 하다. 이후 예전의 영화를 결코 되찾지 못하고 있음에도 불구하고, 현재(제6대)까지 끊김없이 맹맥을 유지하고 있다. 지팔 이외에 비지팔(Vicifal)이라 불리는 부(副)직도 있다. 지팔은 일반적으로 새로운 어휘의 결정 등 볼라퓌크의 운용에서 중요한 권한을 가지고 있는 것으로 알려져 있다. 그러나 슐라이어의 오리지널 볼라퓌크를 개혁한 중대한 공로자인 네덜란드인 아리 더 용은 지팔이 아니었다.

## 역대 지팔 목록
1. 요한 마틴 슐라이어(1879년-1912년)
2. 알버트 슐로이머 박사(1912년-1948년)
3. 야콥 스프랭거 (1948년-1950년 )
4. 요한 슈미트 (1950년-1977년)
5. 요한 크뤼거(1977년-1984년)
6. 브라이언 레이놀드 주교 (1984년-현재)